# ファミリー映画
ファミリー映画（ファミリーえいが）は、家族向けの映画。家族、大人と子供たちで一緒に鑑賞して、ともに楽しめる映画作品のことである。性的描写、暴力、嫌悪感を催すようなシーンのないこと、健全な娯楽として楽しめることが必須である。家族をテーマにした作品であっても、その悲惨な宿命や憎悪、社会的な困窮や動乱などをテーマにしたものでは、家族団欒での健全な娯楽とはならない。

典型的なファミリー映画としては、ウォルト・ディズニー作品の『ピノキオ』や『南海漂流』（家族ロビンソン）、日本では宮崎駿監督のスタジオジブリ作品が挙げられる。
日本では1980年代末頃より、長期休暇における家族の娯楽としてアニメ映画や特撮映画などのファミリー映画が年中行事として定着していった。映画『ゴジラvsモスラ』（1992年）が日本映画の正月興行記録を塗り替えたことについて東宝の富山省吾は、同年に公立学校の週休2日制が導入された影響によりファミリー層の客足が伸びたと分析している。

## 代表的な作品
- オズの魔法使い (1939年、アメリカ)
- 小公女 (1939年、アメリカ)
- ピノキオ (1940年、アメリカ)
- シンデレラ (1950年、アメリカ)
- 不思議の国のアリス (1951年、アメリカ)
- ポリアンナ (1960年、アメリカ)
- 南海漂流 (1960年、アメリカ)
- 101匹わんちゃん大行進 (1961年、アメリカ)
- 罠にかかったパパとママ (1961年、アメリカ)
- 三匹荒野を行く (1963年、アメリカ)
- メリー・ポピンズ (1964年、アメリカ)
- 太陽に突っ走れ (1966年、日本))
- 浪曲子守唄 (1966年、日本)
- オリバー! (1968年、イギリス)
- 若草の祈り (1970年、イギリス)
- がんばれ!ベアーズ (1976年、アメリカ)
- 龍の子太郎 (1979年、日本)
- ネバーエンディング・ストーリー (1984年、西ドイツ)
- オズ (1985年、アメリカ)
- ツインズ（1988年、アメリカ）
- ホームアローン（1990年アメリカ）
- キンダガートンコップ(1990年アメリカ)
- ホームアローン2（1992年アメリカ）
- ふたりのロッテ (1993年、ドイツ)
- アンドレ 海から来た天使 (1994年、アメリカ)
- ジュマンジ（1995年アメリカ）
- ベイブ (映画) （1995年アメリカ）
- ジングル・オール・ザ・ウェイ（1996年アメリカ）
- 101 (1996年、アメリカ)
- ホームアローン3（1997年アメリカ）
- マイティ・ジョー（1998年アメリカ）
- ベイブ/都会へ行く（1998年アメリカ）
- ドクター・ドリトル（1998年アメリカ）
- 点子ちゃんとアントン (1999年、ドイツ)
- スチュアートリトル（1999年アメリカ）
- キャッツ&ドッグス（2001年アメリカ）
- ハリー・ポッターシリーズ (2001年-2011年、アメリカ)
- 名犬ラッシー (2005年、イギリス・アメリカ・フランス・アイルランド)
- チャーリーとチョコレート工場（2005年アメリカ）
- 親父 (2007年、日本)
- ベッドタイム・ストーリー（2008年アメリカ）
- 幕が上がる (2015年、日本)
- ハイジ アルプスの物語 (2017年、スイス・ドイツ)